# Küssnacht (huyện)
Huyện Küssnacht (tiếng Pháp: District du Küssnacht, tiếng Đức: Bezirk Küssnacht) là một huyện hành chính của Thụy Sĩ. Huyện này thuộc bang Bang Schwyz. Huyện Küssnacht có diện tích 36 km², dân số theo thống kê của cục thống kê Thụy Sĩ năm 1999 là 10834 người. Trung tâm của huyện đóng ở Küssnacht am Rigi. Mã của huyện là 504.